# Jördis Triebel
Jördis Triebel (ur. 30 października 1977 w Berlinie) – niemiecka aktorka filmowa i teatralna.

## Życiorys
Dorastała w Prenzlauer Berg. W roku 2001 ukończyła Wyższą Szkołę Sztuki Aktorskiej im. Ernsta Buscha w Berlinie. Z aktorem Matthiasem Weidenhöferem ma dwóch synów.

## Filmografia
- 2006: Rozkosze Emmy jako Emma

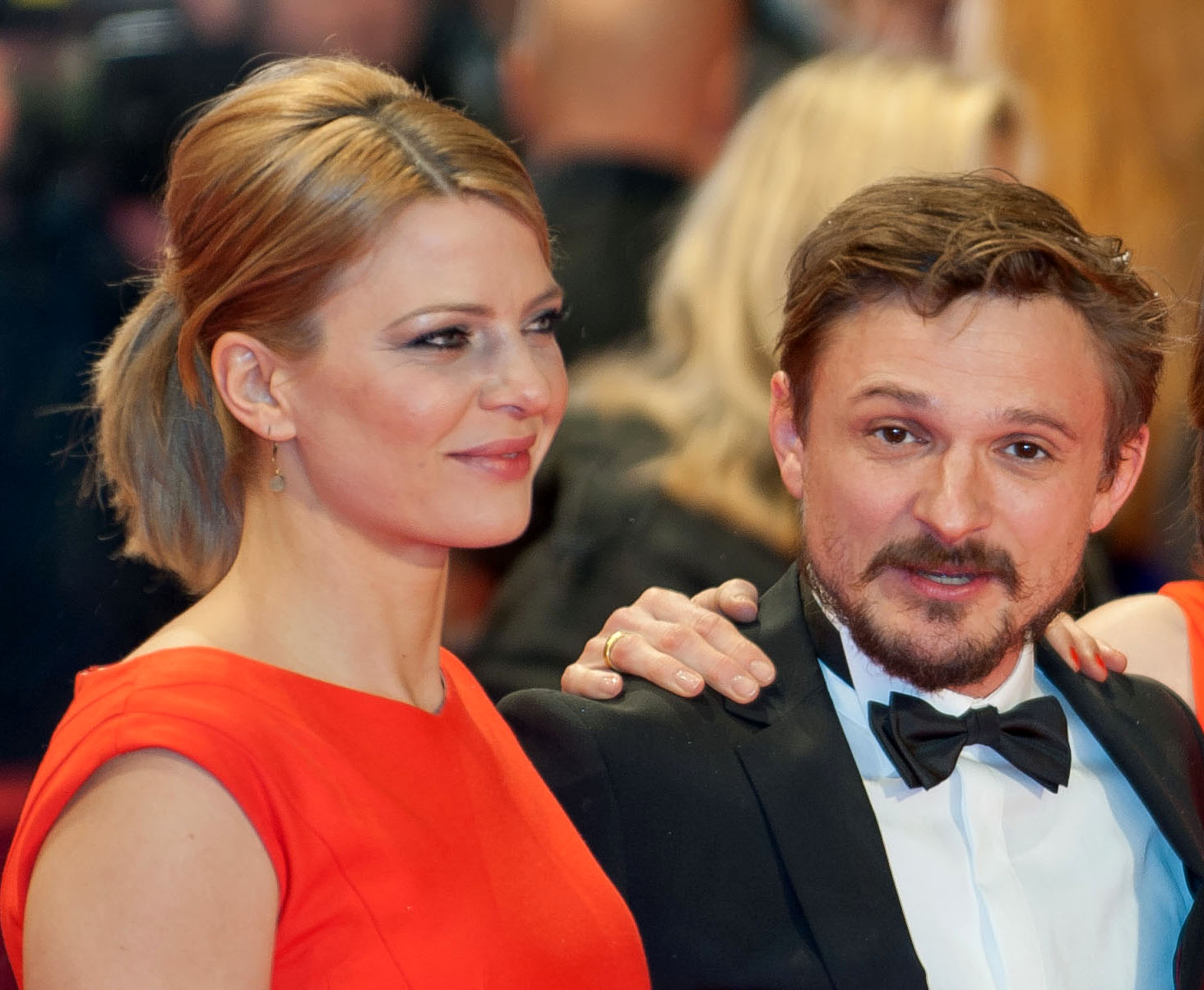
Jördis Triebel i Florian Lukas na Berlinare 2013

- 2008: Kobieta w Berlinie jako Bärbel Malthaus
- 2009: Papieżyca Joanna jako Matka Joanny
- 2013: Mężczyzna prawie idealny jako Anni
- 2013: Druga strona muru jako Nelly Senff

## Nagrody
- 2002: Kurt-Hübner-Preis
- 2006: Undine Award
- 2006: Förderpreis Deutscher Film
- 2011: Hessischer Fernsehpreis
- 2012: Grimme-Preis
- 2014: Deutscher Filmpreis
- 2014: Günter Rohrbach Filmpreis
- 2016: Deutscher Regiepreis Metropolis